# Fëdor Poliščuk
Fëdor Vasilievič Poliščuk (in russo Фёдор Васильевич Полищук?; 4 luglio 1979) è un ex hockeista su ghiaccio kazako.

## Palmarès

### Giochi asiatici
- 2 medaglie:
  - 1 oro (Astana-Almaty 2011)
  - 1 argento (Aomori 2003)